# Thomas Woodrooffe
Thomas Woodrooffe (ur. 1899, zm. 1978) był oficerem brytyjskiej marynarki wojennej, komentatorem i pisarzem.
W marynarce nosił rangę komandora podporucznika. Po odejściu z marynarki został komentatorem w BBC Radio. Był jednym z głównych komentatorów w latach trzydziestych. Jest najbardziej znany ze swoich dwóch gaf.
Pierwsza wydarzyła się w 1937 roku, kiedy to miał opisać rewizję statków ze swojego starego statku HMS Nelson. Przed komentowaniem razem ze swoimi kolegami wypił za dużo, przez co podczas komentowania wypowiadał dziwne rzeczy. Najbardziej znany jest z frazy "At the present moment, the whole fleet is lit up. When I say 'lit up', I mean lit up by fairy lamps." (z ang. Aktualnie, cała flota jest zapalona. Kiedy mówię 'zapalona' mam na myśli zapalona dzięki lampom wróżek., transkrypcja). Po incydencie został zawieszony na tydzień.
Druga gafa wydarzyła się w 1938 roku podczas finału piłkarskiego FA pomiędzy Preston i Huddersfield. Po 29 minutach dodatkowego czasy było nadal 0-0 i Woodrooffe zadeklarował, iż zje własną czapkę jeśli padnie gol. Chwilę potem z karnego strzelił George Mutch. Woodrooffe dotrzymał swojej obietnicy.